# (72594) 2001 FG6
2001 أف جي 6 (ويعرف أيضًا باسم (72594) 2001 أف جي 6 وفق تسمية الكوكب الصغير) (بالإنجليزية: 2001 FG6)‏ هو كويكب ضمن حزام الكويكبات؛ وترتيبه 72594 من حيث الاكتشاف.
اكتُشف هذا الجُرم الفلكي بواسطة بحث لنكولن عن الكويكبات القريبة من الأرض في 19 مارس 2001.

## وصلات خارجية
- (72594) 2001 FG6 في قاعدة بيانات مختبر الدفع النفاث لأجرام النظام الشمسي الصغيرة

- الاكتشاف · مخطط المدار ·  العناصر المدارية · المعلمات المادية

- (72594) 2001 FG6 على موقع ويكي سكاي: DSS2, SDSS, GALEX, IRAS, Hydrogen α, X-Ray, Astrophoto, Sky Map, Articles and images